# PGC 7059
LEDA/PGC 7059, auch UGC 1369, ist eine Spiralgalaxie vom Hubble-Typ Sc im Sternbild Widder auf der Ekliptik. Sie ist schätzungsweise 224 Millionen Lichtjahre von der Milchstraße entfernt und hat einen Durchmesser von etwa 75.000 Lichtjahren. Vom Sonnensystem aus entfernt sich das Objekt mit einer errechneten Radialgeschwindigkeit von näherungsweise 4.900 Kilometern pro Sekunde.
Sie ist Teil der zehn Mitglieder zählenden Lyons Groups of Galaxies LGG 36 um PGC 7104.

## Galaktisches Umfeld
| Nr. | Galaxie          | Alternativname          | Rek           | Dek           | Distanz/asec |
| --- | ---------------- | ----------------------- | ------------- | ------------- | ------------ |
| →   | LEDA/PGC 7059    | UGC 1369                | 01h54m13.51s  | +18d06m06.4s  | 0            |
| 1   | LEDA/PGC 7084    | NSA 130678              | 01h54m44.141s | +18d02m49.26s | 479.16       |
| 2   | LEDA/PGC 7104    | UGC 1384                | 01h54m47.60s  | +18d08m35.0s  | 508.54       |
| 3   | LEDA/PGC 1553297 | 2MASX J01544155+1812507 | 01h54m41.59s  | +18d12m50.6s  | 569.25       |
| 4   | LEDA/PGC 1556128 | 2MASX J01542962+1818557 | 01h54m29.64s  | +18d18m55.8s  | 803.62       |
| 5   | LEDA/PGC 1553762 | 2MASX J01550449+1813530 | 01h55m04.51s  | +18d13m53.3s  | 864.68       |
| 6   | LEDA/PGC 1554395 | 2MASX J01550455+1815150 | 01h55m04.545s | +18d15m14.92s | 911.18       |
| 7   | LEDA/PGC 1557561 | 2MASX J01542617+1821557 | 01h54m26.17s  | +18d21m56.0s  | 967.59       |